# Ginsburgellus novemlineatus
Ginsburgellus novemlineatus är en fiskart som först beskrevs av Fowler, 1950.  Ginsburgellus novemlineatus ingår i släktet Ginsburgellus och familjen smörbultsfiskar. Inga underarter finns listade i Catalogue of Life.